# سالم توفيق النجفي
سالم توفيق محمد أحمد النجفي، باحث وعالم اقتصادي عراقي، حاصل على شهادة الدكتوراه في علم الاقتصاد، ولد في مدينة الموصل عام 1357هـ/1939م، ودرس في مدارس الموصل الابتدائية والمتوسطة، وأنهى الدراسة الثانوية في سوريا، وينتمي إلى أسرة غنية قدمت من قصبة النجيفي في جزيرة ابن عمر وسكنت مدينة الموصل، واشتهر عميدها محمد النجفي بالتجارة والزراعة، وملك بيتاً ثم فتح شارع على استقامة شارع سوق الشعارين اقتطع قسم من دارهِ وسمي الشارع بأسم شارع النجفي تبسطاً للنجفي، وأضحى هذا الشارع في العهد الملكي شارع المكتبات وما يزال شارعاً مهماً يصل بين شارع نينوى وشارع العدالة، واقام عمارتين على جانبي الشارع هما الجزء المتبقي من الدار. 
ولقد تلقى سالم علومه الأولية في مدينة الموصل وقبل انهائهِ لدراسته الاعدادية قامت ثورة الشواف في الموصل عام 1959 وكان أخوه علي الضابط في الجيش العراقي من أعضاء تنظيم الضباط الوطنيين، ومن المساهمين في الثورة على نظام عبد الكريم قاسم، فألقي القبض عليهِ واعدم مع زملائه في بغداد في ساحة أم الطبول في بغداد عام 1959، فهرب سالم إلى سورية ومنها توجه إلى مصر وطلب اللجوء السياسي. وبعدها أنهى دراسته الإعدادية فيها ودخل كلية الزراعة في جامعة القاهرة وحصل على الشهادة في عام 1966، ثم أكمل الدراسات العليا فيها وتخصص في مادة الاقتصاد الزراعي ونال شهادة الدكتوراه عام 1973. وعاد إلى العراق وعين في كلية الزراعة في جامعة الموصل، واصبح رئيساً لقسم الاقتصاد الزراعي فيها ثم انتقل إلى كلية الإدارة والاقتصاد وعين رئيساً لقسم الاقتصاد بين عامي 1983-1991، وسعى إلى فتح الدراسات العليا في مجال الاقتصاد في كلا الكليتين وأشرف على 102 رسالة جامعية عليا ونال درجة الاستاذية عام 1983. ولهُ مساهمات فاعلة في اعداد دراسات تضمنتها دراسات وبحوث وتقارير صدرت عن مؤسسات ومنظمات دولية واقليمية لجامعة الدول العربية والمنظمة العربية للتنمية الزراعية وتخص مواضيع الزراعة في العالم العربي، ومستلزمات الإنتاج في الدول العربية. وهو رئيس تحرير مجلة (تنمية الرافدين)، وعضو في الهيئة الاستشارية لمجلة (دراسات اقليمية)، التي يصدرهما مركز الدراسات الإقليمية، ولهُ اسهامات مهمة على مستوى تقويم وتحسين المشاريع الزراعية في العراق والبلدان العربية، ولقد رأس لجنة الترقيات العلمية المركزية في جامعة الموصل، وانتخب الاستاذ الأول في جامعة الموصل عام 1996، كما انتخب عالم في الاقتصاد عام 1998.

## من مؤلفاته
- اشكالية الزراعة العربية، رؤية اقتصادية معاصرة، عام 1994.
- المتضمنات الاقتصادية للأمن الغذائي والفقر في الوطن العربي، عام 1999.
- الاقتصاد الزراعي (كتاب مشترك)، عام 1990.
- اقتصاديات الإنتاج الزراعي، عام 1985.
- التنمية الاقتصادية الزراعية، عام 1982.
- السياسة والتخطيط الزراعي.
- اقتصاد الإنتاج الحيواني.
- التخطيط الزراعي، تخطيط التنمية والسياسة الزراعية.
- سياسات التثبيت الاقتصادي والتكيف الهيكلي وأثرها في التكامل الاقتصادي العربي.
- السياسة الاقتصادية والزراعية (مشترك).
- اساسيات علم الاقتصاد.
- مقدمة في اقتصاد التنمية.
- المتضمنات الاقتصادية للأمن الغذائي والفقر في الوطن العربي.
- موروثات القرن العشرين، مقاربات اقتصادية.
- مقدمة في علم الاقتصاد.
- رسالة ماجستير (اقتصاديات صناعة السكر في الموصل - دراسة تحليلية).[3]

## من أهم إنجازاته
اسهم في العديد من الأعمال الاستشارية ومنها تقويم مشروع مزرعة الانتصار، واعداد برامج الأمن الغذائي العربي. وفي 20 تشرين الثاني 2014 حاز على جائزة الابداع الاقتصادي من مؤسسة الفكر العربي في بيروت عن كتابهِ: (سياسات الأمن الغذائي العربي في حالة الركود في اقتصاد عالمي متغيّر).

## وفاته
توفي الدكتور سالم النجفي في مدينة الموصل عام 1436 هـ/2015م.